# Рассказ о простой вещи
«Рассказ о простой вещи» — художественный фильм киностудии «Ленфильм» режиссёра Леонида Менакера по одноимённому рассказу Бориса Лавренёва. Включён в Государственный фонд кинофильмов Российской Федерации. Снят по заказу Государственного Комитета Совета Министров СССР по телевидению и радиовещанию.

## Сюжет
Лето 1919 года, неназванный губернский город России. Председатель местного отделения Чрезвычайной Комиссии Орлов (Джигарханян), понимая, что удержать губернию под напором Белой армии невозможно, готовит агентурную разведывательную сеть. Город занимают Вооружённые силы Юга России. Орлов остаётся там под видом французского коммерсанта Леона Кутюрье. На деньги, поставляемые ему большевистским подпольем, он устраивает разгульные кутежи для белых офицеров. В пьяном угаре те охотно откровенничают, и Орлов получает много ценной, часто совершенно секретной информации о перегруппировках войск, времени начала тех или иных операций. Благодаря передаваемым данным положение на фронте постепенно меняется в пользу Красной Армии. Для выявления успешного информатора контрразведка выделяет лучших офицеров — подполковника Тумановича (Глузский) и поручика Соболевского (Борисов).
Однажды на вокзале разведчик становится свидетелем задержания крестьянина, которого ошибочно принимают за него — чекиста Орлова. В контрразведке легко определяют, что забитый деревенский мужик с грубыми мозолистыми руками не может быть председателем губернской ЧК. Однако, поручик Соболевский отдаёт распоряжение опубликовать в газетах сообщение о поимке красного шпиона. Орлов переживает сложную внутреннюю борьбу между долгом перед товарищами, революционной идеей и жизнью невиновного крестьянина. Вопреки запрету партийной ячейки, он идёт на контакт с Соболевским и позволяет себя рассекретить. Орлов арестован. Вскоре поступает известие, что командование противостоящих сторон пришло к соглашению обменять разведчика на недавно попавшего в плен белого генерала Чернецова. Во время обмена Орлов выхватывает винтовку у конвоира и стреляет в Чернецова. Позже, ожидая в камере казни, он пишет предсмертную записку, в которой объясняет мотивы своих поступков.

## В ролях
- Армен Джигарханян — чекист Орлов
- Алла Чернова — Белла
- Михаил Глузский — следователь Туманович, белый подполковник
- Олег Борисов — поручик Соболевский, контрразведчик
- Виктор Авдюшко — чекист Семенухин (роль озвучил Игорь Ефимов)
- Владимир Заманский — Микола Емельчук
- Юрий Медведев — доктор Соковнин
- Людмила Макарова — Соковнина, жена доктора
- Ольга Богданова — Лиля

## В эпизодах
- Александр Суснин — белогвардейский подпоручик
- Эрнст Романов — белый офицер
- Владимир Эренберг — полковник
- Владимир Талашко — Сергей Круглов, белый офицер
- Сергей Иванов — прапорщик Василевский
- Дмитрий Бессонов — поручик
- В титрах не указаны:
- Вячеслав Васильев — белый генерал Чернецов
- Пантелеймон Крымов — железнодорожник
- Жанна Сухопольская — эпизод
- Юрий Шепелев — коммерсант
- Виктор Шульгин — управдом (роль озвучил — Игорь Ефимов)

## Съёмочная группа
- Сценарий — Владича Неделина, при участии Леонида Менакера
- Режиссёр-постановщик — Леонид Менакер
- Оператор-постановщик — Владимир Ковзель
- Художник-постановщик — Юрий Пугач
- Композитор — Яков Вайсбурд
- Звукооператор — Семён Шумячер
- Режиссёр — Анна Тубеншляк
- Оператор — А. Горьков
- Декоратор — Т. Воронкова
- Костюмы — Наталии Ландау
- Грим — Василия Ульянова
- Монтаж — Ирины Руденко
- Редактор — Хейли Элкен
- Ассистенты:

режиссёра — А. Гиндина, Ю. Лебедев, С. Сорокин, Т. Шикина
оператора — А. Грошев, Ю. Плешкин
- Оркестр Ленинградской филармонии

Дирижёр — Лео Корхин
- Главный консультант — Л. И. Барков
- Консультант — В. И. Анисин
- Директор картины — Евгений Волков

## Съёмки
Действие фильма «Рассказ о простой вещи» (режиссер Леонид Менакер, 1975 ) разворачивается во времена Гражданской войны в неназванном городе на юге России. Съёмки велись в Симферополе.  Старый город выступил в роли дореволюционного губернского городка. В кадре часть улиц Некрасова, Большевистской, Одесской и Бондарного переулка. Купола Свято-Троицкого храма и колоннада греческих торговых рядов. Берег реки, куда белогвардейцы привели чекиста Орлова (А. Джигарханян), а красные – белого генерала Черенцова (В. Васильев) — это берег Симферопольского водохранилища. 